# Hawthornden Prize
L'Hawthornden Prize è un premio letterario britannico, fondato nel 1919 da Alice Warrender, che ad Hawthornden Castle, in Scozia, era nata nel 1857.  Gli autori sono premiati in base alla qualità "letteratura d'immaginazione" che può essere in verso on in prosa.
Il premio viene conferito annualmente, ma ci sono stati diversi periodi senza vincitori: nessun premio è stato assegnato negli anni 1945-57, 1959, 1966, 1971–73, e 1984-87.

## Albo d'oro

### Anni 1919-1929
- 1919:  The Queen of China di Edward Shanks
- 1920:  Poems New and Old di John Freeman
- 1921:  The Death of Society di Romer Wilson
- 1922:  The Shepherd di Edmund Blunden
- 1923:  La signora trasformata in volpe (Lady into Fox) di David Garnett
- 1924:  The Spanish Farm di Ralph Hale Mottram
- 1925:  Juno and the Paycock di Sean O'Casey
- 1926:  The Land di Vita Sackville-West
- 1927:  Tarka la lontra (Tarka the Otter) di Henry Williamson
- 1928:  Memoirs of a Fox-Hunting Man di Siegfried Sassoon
- 1929:  The Stricken Deer di David Cecil

### Anni 1930-1939
- 1930:  The End of the World di Geoffrey Dennis
- 1931:  Senza mantello (Without My Cloak) di Kate O'Brien
- 1932:  La fontana (The Fountain) di Charles Langbridge Morgan
- 1933:  Collected Poems di Vita Sackville-West
- 1934:  Orizzonte perduto (Lost Horizon) di James Hilton
- 1935:  Io, Claudio (I, Claudius) Robert Graves
- 1936:  Edmund Campion di Evelyn Waugh
- 1937:  A Trophy of Arms di Ruth Pitter
- 1938:  In Parenthesis di David Jones
- 1939:  Penthesperon di Christopher Hassall

### Anni 1940-1959
- 1940:  London Fabric di James Pope-Hennessy
- 1941:  Il potere e la gloria (The Power and the Glory) di Graham Greene
- 1942:  England Is My Village di John Llewellyn Rhys
- 1943:  The Cruel Solstice e The Iron Laurel di Sidney Keyes
- 1944:  Letters to Malaya di Martyn Skinner
- 1958:  A Beginning di Dom Moraes

### Anni 1960-1969
- 1960:  La solitudine del maratoneta (The Loneliness of the Long Distance Runner) di Alan Sillitoe
- 1961:  Lupercal di Ted Hughes
- 1962:  The Sun Doctor di Robert Shaw
- 1963:  Il prezzo della gloria: Verdun 1916 (The Price of Glory: Verdun 1916) di Alistair Horne
- 1964:  Mr. Stone (Mr Stone and the Knights Companion) di V. S. Naipaul
- 1965:  The Old Boys di William Trevor
- 1967:  The Russian Interpreter di Michael Frayn
- 1968:  Early Renaissance di Michael Levey
- 1969:  King Log di Geoffrey Hill

### Anni 1970-1979
- 1970:  Monk Dawson di Piers Paul Read
- 1974:  Risvegli (Awakenings) Oliver Sacks
- 1975:  Scambi (Changing Places) di David Lodge
- 1976:  Falstaff di Robert Nye
- 1977:  In Patagonia di Bruce Chatwin
- 1978:  Walter di David Cook
- 1979:  Kindergarten di Peter Scott Rushforth

### Anni 1980-1989
- 1980:  Arcadia di Christopher Reid
- 1981:  St. Kilda's Parliament di Douglas Dunn
- 1982:  Agrodolce (Sour Sweet) di Timothy Mo
- 1983:  Allegro Postillions di Jonathan Keates
- 1988:  Behind the Wall: A Journey through China di Colin Thubron
- 1989:  Talking Heads di Alan Bennett

### Anni 1990-1999
- 1990:  Short Afternoons di Kit Wright
- 1991:  The Invisible Woman di Claire Tomalin
- 1992:  Of Love and Asthma di Ferdinand Mount
- 1993:  The Tap Dancer di Andrew Barrow
- 1994:  In the Place of Fallen Leaves di Tim Pears
- 1995:  Collected Poems di James Michie
- 1996:  An Experiment in Love di Hilary Mantel
- 1997:  Gola (The Debt to Pleasure) di John Lanchester
- 1998:  Somebody Else: Arthur Rimbaud in Africa di Charles Nicholl
- 1999:  Stalingrado (Stalingrad) di Antony Beevor

### Anni 2000-2009
- 2000:  The Weather in Japan di Michael Longley
- 2001:  Hey Yeah Right Get a Life di Helen Simpson
- 2002:  The Voices of Morebath: Reformation and Rebellion in an English Village di Eamon Duffy
- 2003:  The Snow Geese di William Fiennes
- 2004:  John Clare: A Biography di Jonathan Bate
- 2005:  The Promise of Happiness di Justin Cartwright
- 2006:  Stuart: A Life Backwards di Alexander Masters
- 2007:  Il bambino che non sapeva mentire (Carry Me Down) di M. J. Hyland
- 2008:  Darkmans di Nicola Barker
- 2009:  The World Is What It Is di Patrick French

### Anni 2010-2019
- 2010: A Sleepwalk on the Severn di Alice Oswald
- 2011: What to Look for in Winter di Candia McWilliam
- 2012: C'è ma non si (There But for The) di Ali Smith
- 2013: Out There di Jamie McKendrick
- 2014: Dear Boy di Emily Berry
- 2015: Nora Webster di Colm Tóibín
- 2016: Il passato (The Past) di Tessa Hadley
- 2017: Un giorno di festa (Mothering Sunday) di Graham Swift
- 2018: Mr Lear di Jenny Uglow
- 2019: Io sono dinamite: vita di Friedrich Nietzsche (I Am Dynamite!) di Sue Prideaux

### Anni 2020-2029
- 2020: Reckless Paper Birds di John McCullough
- 2021: Non assegnato
- 2022: New and Selected Poems di Ian Duhig[5]
- 2023: An Olive Grove in Ends di Moses McKenzie[6]
- 2024: Orbital di Samantha Harvey[7]